# Rukhmabai
Rukhmabai (1864 -1955) est une médecin et féministe indienne. Elle est surtout connue pour être l'une des premières femmes médecins en exercice dans l'Inde coloniale et pour avoir été impliquée dans une affaire juridique historique impliquant son mariage en tant qu'enfant entre 1884 et 1888. L'affaire a soulevé un important débat public sur des sujets tels que la tradition contre la loi, le conservatisme contre les reformes sociales et le féminisme. Ce débat a finalement abouti à la Loi sur l'âge du consentement en 1891.

## Biographie
Rukhmabai est née le 22 novembre 1864 dans une famille Marathi. Son père, Janardhan Pandurang, meurt deux ans après sa naissance alors que sa mère, Jayantibai, n'a que dix-sept ans. Six ans après, sa mère se remarie avec le Dr Sakharam Arjun, un veuf, assistant chirurgien reconnu et activiste social à Bombay. Le remariage des veuves est autorisé dans la caste des Suthar (charpentier) auquel appartient le couple.
Alors qu'elle n'a que onze ans, Rukhmabai est mariée à Dadaji Bhikaji, dix-neuf ans, un cousin de son beau-père. Contrairement aux coutumes d'alors, il est convenu que Dadaji s'installe avec la famille de sa femme qui le prendra entièrement en charge, devenant ainsi un Gahrjawai. Il obtiendrait ainsi une éducation et deviendrait « un homme bon ». Six mois après le mariage, Rukhmabai atteint la puberté et la cérémonie du Garbhadhan a lieu (littéralement : atteindre la richesse de l'utérus), signalant le moment de la consommation du mariage. Mais le Dr Sakharam Arjun est un réformateur et n'autorise pas cette consommation précoce. Ceci déplaît au jeune marié, âgé alors de 20 ans, qui s'irrite des tentatives de la famille de faire de lui un « homme bon » et de l'éducation qu'on essaie de lui donner. Après le décès de sa mère, Bhikaji s'installe chez son oncle maternel, Narayan Dhurmaji, s'enfonce dans une vie d'indolence et de caprices et accumule les dettes, espérant les éponger avec la part de Rukhmabai dans la maison familiale.
A contrario, durant la même période, Rukhmabai étudie chez elle en utilisant les livres d'une bibliothèque de la Free Church Mission. Les prises de position réformatrices de son beau-père l'amènent à côtoyer des personnes influentes comme Vishnu Shastri Pandit, défenseur de la cause des femmes en Inde de l'Ouest, ou des européens qui l'exposent à des idées réformistes libérales. Avec sa mère, elle assiste régulièrement aux réunions hebdomadaires de Prarthanä Samäj and Arya Mahilä Samäj,,. Âgée de 12 ans, soutenue par son beau-père, Rukhmabai refuse d'emménager chez l'oncle de Dhurmaji.

### «Restitution des droits conjugaux»
En mars 1884, les avocats de Bhikaji, Chalk and Walker, envoient un avertissement légal à Sakharam Arjun lui enjoignant de ne plus soutenir Rukhmabai dans son refus de le rejoindre. Sakharam Arjun recrute les avocats Payne-Gilbert et Sayani pour fonder les arguments de Rukhmabai.
En 1885, l'affaire de « restitution des droits conjugaux », Bhikaji vs. Rukhmabai, 1885, est portée en justice et le jugement rendu par le juge Robert Hill Pinhey. Il déclare que les précédents anglais en matière de restitution ne s'appliquent pas à l'affaire car ils s'appliquent à des adultes consentants et qu'il n'existe aucun précédent en droit hindou. Il déclare également que Rukhmabai a été mariée pendant son « enfance sans défense » et qu'il ne peut pas contraindre une jeune femme. Le juge Pinhey prend sa retraite peu de temps après le procès.
En 1886, le cas est représenté devant la justice. Il subit de nombreuses critiques, notamment celle que la loi ne respecte pas le caractère sacré des coutumes hindoues. L'hebdomadaire anglo-marathi Native Opinion, dirigé par Vishwanath Narayan Mandlik (1833–89), soutient Bhikaji. Un hebdomadaire de Pune dirigé par Balgangadhar Tilak, le Mahratta, écrit que le juge Pinhey ne comprend pas l'esprit des lois hindoues et qu'il cherche à faire des réformes par « des moyens violents ». Entre-temps, une série d'articles parus avant et pendant le procès, dans le Times of India, sous le pseudonyme de Hindu Lady, fait également réagir le public. Il s'avèrera que l'auteur n'est autre que Rukhmabai. Le débat public tourne autour de multiples points de discorde - la loi hindoue contre la loi anglaise, la réforme de l'intérieur contre l'extérieur et le respect des anciennes coutumes. Le premier recours est jugé le 18 mars 1886 et le premier jugement confirmé par le juge en chef Sir Charles Sargent et le juge LH Bayley.
Le 4 mars 1887, le juge Farran, utilisant des interprétations des lois hindoues, ordonne à Rukhmabai de « vivre avec son mari ou encourir six mois d'emprisonnement ». Celle-ci répond qu'elle préfère être emprisonnée. Ceci entraîne de nouveaux bouleversements et débats sociaux. Balgangadhar Tilak écrit dans le Kesari que l'attitude de défi de la jeune fille est le résultat de son éducation anglaise et déclare que l'hindouisme est en danger. Max Müller répond en écrivant que la voie légale n'était pas la solution au problème du cas de Rukhmabai et que c'est son éducation qui avait fait d'elle le meilleur juge de ses propres choix.

### Dissolution du mariage
Après cette suite d'affaires judiciaires, Rukhmabai fait appel à la reine Victoria qui annule la décision du tribunal et dissout le mariage.
Partout, il est considéré comme l'une des plus grandes bénédictions de Dieu que nous soyons sous la protection du gouvernement de notre bien-aimée reine Victoria, qui jouit d'une renommée mondiale pour son administration. Si un tel gouvernement ne peut nous libérer, nous, femmes hindoue, quel gouvernement sur terre aura le pouvoir de soulager les filles d'Inde de leurs misères actuelles ?  

« Cette 50e année de l'accession de notre reine au trône le plus célèbre est l'année du jubilé au cours de laquelle chaque ville et chaque village de son royaume doivent montrer leur loyauté de la meilleure façon possible, et souhaiter à la reine mère une vie longue et heureuse, pour régner sur nous pendant de nombreuses années dans la paix et la prospérité. En cette occasion inhabituelle, est-ce que notre mère écoutera l'appel sincère de ses millions de filles indiennes et leur accordera quelques changements simples dans le livre de la loi hindoue - que "les mariages célébrés avant l'âge respectif de 20 ans chez les garçons et 15 ans chez les filles ne soient pas considérés comme légaux aux yeux de la loi s'ils sont traduits devant la Cour". Cette simple phrase suffirait pour avoir contrôle suffisant sur les mariages d'enfants, sans susciter une grande contrariété parmi les masses ignorantes. Cette année jubilaire devrait laisser une certaine impression sur nous, les femmes hindoues, et rien ne serait reçu avec plus de reconnaissance que l'introduction de cette simple phrase dans nos livres de droit. C'est l'œuvre d'un jour si Dieu le veut, mais sans son aide, tous les efforts sont vains. Je m'excuse, chère Madame, d'avoir abusé de votre patience. Avec mes meilleurs compliments -Je reste très sincèrement, votre Rukhmabai. »Rukhmabai's Testimony to the Government of India. Daily Telegraph, 15 July 1887. page 2.

En juillet 1888, un accord est conclu avec Bhikaji. Il renonce à sa réclamation sur Rukhmabai pour un paiement de deux mille roupies. Bhikaji se remarie en 1889 et Rukhmabai devient une féministe et une médecin vénérée.

### Loi sur l'âge du consentement, 1891
L'affaire suscite de nombreux débats tant en Inde qu'en Angleterre, des commentaires écrits de réformatrices comme Behramji Malabari (1853-1912), Balgangadhar Tilak, des articles d'opinion journalistique de grands noms comme Rudyard Kipling,, et des discussions féministes plus larges dans des magazines féminins britanniques,,,,,. Finalement, la publicité et le débat générés par cette affaire ont contribué à influencer la promulgation de l'Age of Consent Act en 1891, qui a augmenté l'âge du consentement de 10 à 12 ans à travers l'Inde britannique.

## Carrière
Rukhmabai reçoit le soutien du Dr Edith Pechey (qui travaillait alors à l'hôpital Cama) et aidé à collecter des fonds pour poursuivre ses études. Le Maharadja Shivajirao Holkar lui a fait don de 500 roupies pour « avoir fait preuve de courage en intervenant contre les traditions ». Les militants pour le droit de vote comme Eva et Walter McLaren, le Fonds de la Comtesse de Dufferin pour la fourniture d'aide médicale aux femmes d'Inde, Adelaide Manning et d'autres ont participé à l'établissement du "Comité de défense de Rukhmabai" pour recueillir des fonds pour son éducation. En 1889, Rukhmabai part étudier la médecine en Angleterre.
En 1894, elle reçoit son doctorat en médecine de la London School of Medicine for Women après avoir également étudié au Royal Free Hospital. Les docteurs Kadambini Ganguly et Anandi Gopal Joshi ont été les premières femmes indiennes à obtenir un diplôme de médecine en 1886. Mais seule la première a pratiqué la médecine, faisant de Rukhmabai la deuxième femme à la fois à recevoir un diplôme et à pratiquer la médecine.
En 1895, elle retourne en Inde et travaille comme médecin-chef à l'hôpital pour femmes de Surate. En 1904, après la mort de Bhikaji, Rukhmabai porte le sari blanc selon les traditions hindoues du veuvage. En 1918, elle décline l'offre d'un poste au sein du Service médical pour femmes, optant de travailler à l'hôpital d'État Zenana (femme) à Rajkot jusqu'à sa retraite en 1929. Elle y établit un comité de la Croix-Rouge. Elle s'installe à Bombay après sa retraite,,.
En 1929, elle publie une brochure intitulée Purdah - la nécessité de son abolition, arguant que les jeunes veuves se voient refuser la possibilité de contribuer activement à la société indienne,. Elle meurt en 1955.

## Reconnaissance
En 2008, les détails de l'affaire juridique entre Rukhmabai et son mari sont publiés par Sudhir Chandra sous la forme d'un livre intitulé Filles esclaves: colonialisme, droit et droits des femmes. En 2016, l'histoire de Rukhmabai est adaptée dans un film Marathi intitulé Doctor Rakhmabai avec Tannishtha Chatterjee réalisé par Anant Mahadevan et produit par le Dr Swapna Patker.